# HMS Nigeria (60)
Le HMS Nigeria (pennant number 60) est un croiseur léger de la classe Crown Colony construit pour la Royal Navy.

## Historique

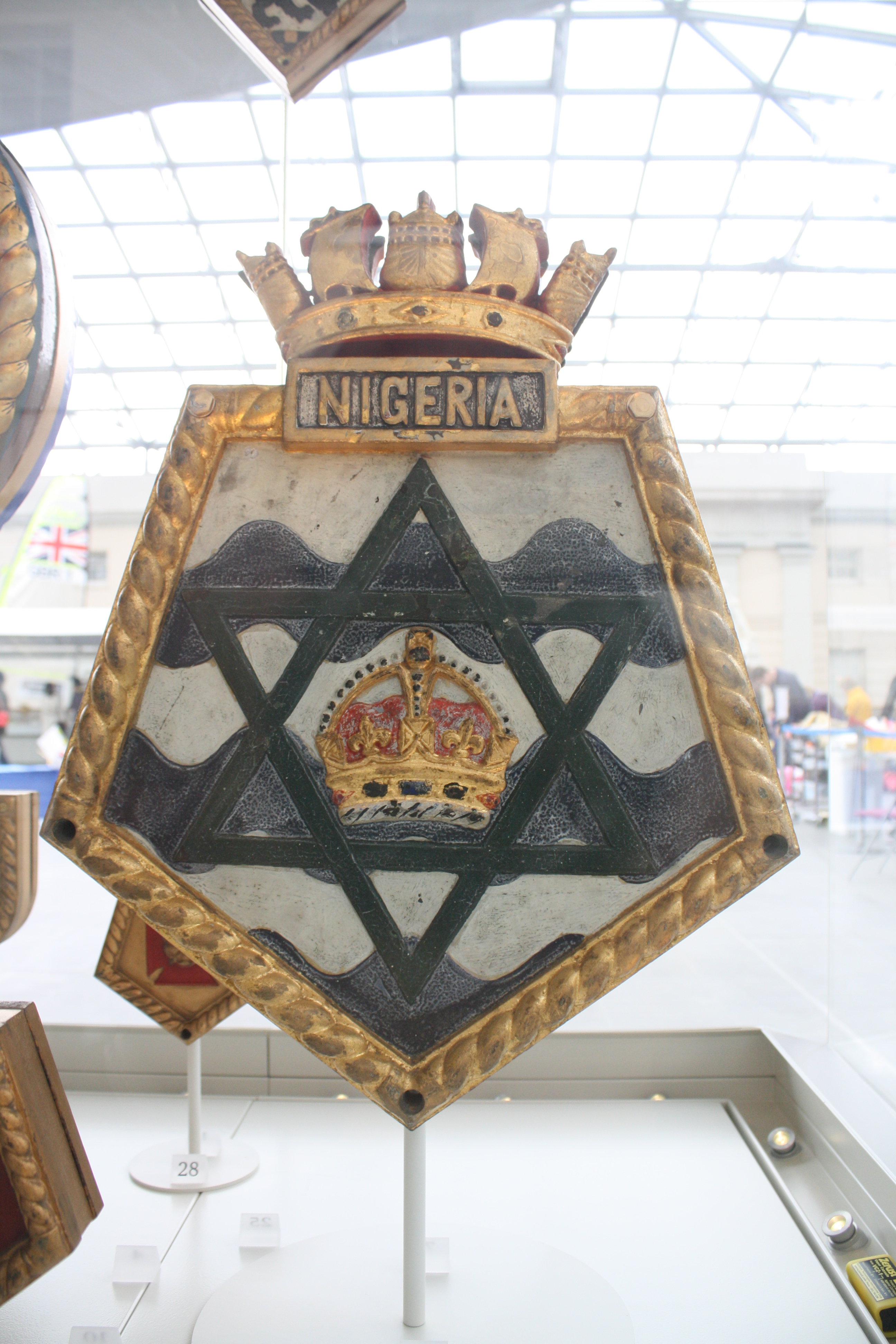
Badge du navire au National Maritime Museum.

Le Nigeria sert dans la Home Fleet jusqu'en 1944, participant aux convois nord-atlantiques, au raid des Lofoten et à la chasse aux navires de guerre allemands dans les eaux islandaises en mars 1941. En juin de la même année, il intercepta le paquebot allemand Lauenburg au large de l'île Jan Mayen, capturant des données de code précieux. Il participa aux opérations au Spitzberg à l'été 1941 et, le 6 septembre, en compagnie de l'Aurora, coula le Bremse au large du cap Nord.
En 1942, il fut surtout déployé sur les routes des convois de l'Arctique jusqu'à son détachement en Méditerranée en août pour l'opération Pedestal, où il fut torpillé et endommagé par le sous-marin italien Axum le 12 août près du banc de Skerki. Il est renvoyé aux États-Unis pour des réparations qui s'achevèrent en juin 1943.
En 1944, le Nigeria fut envoyé dans l'Eastern Fleet, couvrant notamment les raids contre les installations pétrolières japonaises et les aérodromes japonais dans les Indes orientales (opérations Cockpit, Transom et Crimson). En janvier 1945, il couvrit la campagne d'Arakan et resta dans l'océan Indien jusqu'à la fin de la guerre, lorsque les Japonais capitulèrent en Malaisie.
Après la guerre, il retourna à Devonport de décembre 1945 à avril 1946, puis servit de vaisseau amiral du 6e escadron de croiseurs de la South Atlantic Station (en) jusqu'en septembre 1950 avant de retourner dans ses eaux territoriales et de servir de navire d'hébergement à Devonport. Le 8 avril 1954, le navire fut vendu à l'Inde au cours duquel il fit l'objet d'un important réaménagement au chantier Cammell Laird (Birkenhead) entre octobre 1954 et avril 1957. Après la fin des travaux, le navire fut officiellement remis à la marine indienne et rebaptisée Mysore le 29 août 1957. En 1975, il servit de navire-école et fut retiré du service le 20 août 1985 pour une mise au rebut l'année suivante.